# Grabowiec (Lelkowo)
Grabowiec (deutsch Schönwalde) ist eine Osada („Siedlung“) innerhalb der Landgemeinde Lelkowo (Lichtenfeld) im Powiat Braniewski (Kreis Braunsberg) der polnischen Woiwodschaft Ermland-Masuren. Bis 1945 gehörte sie zum Kreis Heiligenbeil in Ostpreußen.

## Geographische Lage
Grabowiec liegt im Nordwesten der Woiwodschaft Ermland-Masuren, 21 Kilometer südöstlich der früheren und heute auf russischem Staatsgebiet gelegenen Kreisstadt Heiligenbeil (russisch Mamonowo) bzw. 26 Kilometer östlich der heutigen Kreismetropole Braniewo (deutsch Braunsberg).

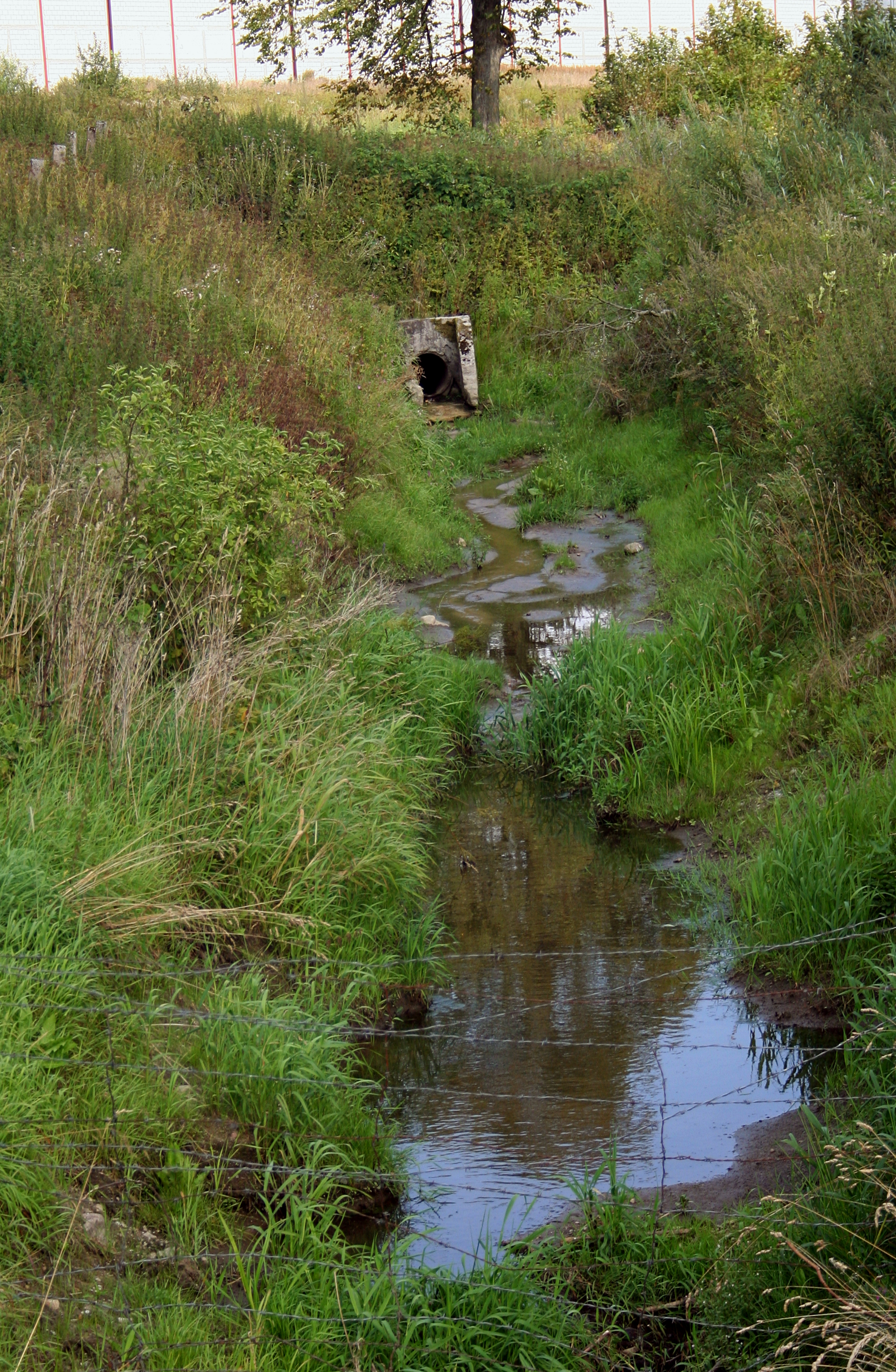
Die Lauter (Ławta) bei Grabowiec

Unweit von Grabowiec befindet sich die Quelle des Flüsschens Lauter (polnisch Ławta), die in nordwestliche Richtung fließt und in der russischen Oblast Kaliningrad (Gebiet Königsberg (Preußen)) mündet oder – und das beurteilt man in Polen und Russland unterschiedlich – als Jarft (russisch Wituschka) weiter bis zur Mündung in die Bahnau (russisch Mamonowka, polnisch Banówka)  nahe der Stadt Mamonowo (Heiligenbeil) fließt.

## Geschichte

### Ortsgeschichte
Seine erste urkundliche Erwähnung erfuhr das Dorf Schönwalde im Jahre 1406. Am 11. Juni 1874 wurde Schönwalde Amtsdorf und damit namensgebend für einen Amtsbezirk im ostpreußischen Kreis Heiligenbeil, Regierungsbezirk Königsberg.

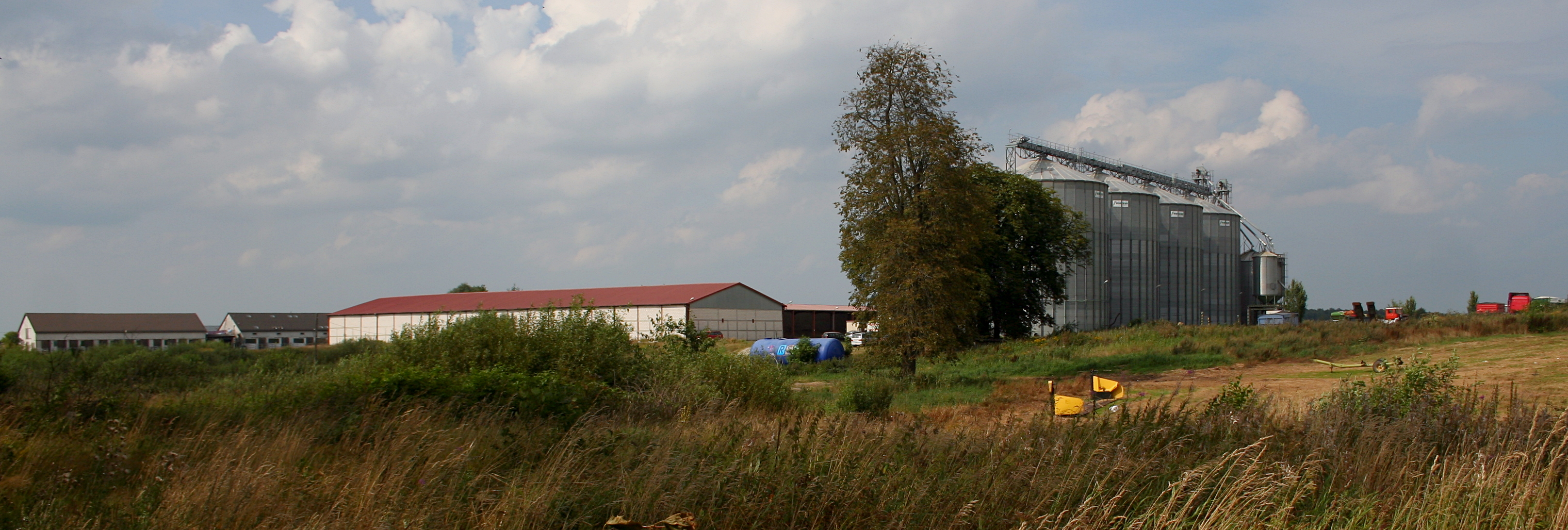
Blick auf Grabowiec

643 Einwohner waren im Jahre 1910 in Schönwalde gemeldet. Ihre Zahl sank bis 1933 auf 512 und bis 1939 auf 494.
In Kriegsfolge wurde Schönwalde innerhalb des gesamten südlichen Ostpreußen 1945 an Polen abgetreten. Das Dorf ist heute eine Siedlung in der Gmina Lelkowo (Landgemeinde Lichtenfeld) im Powiat Braniewski (Kreis Braunsberg), von 1975 bis 1998 der Woiwodschaft Elbląg, seither der Woiwodschaft Ermland-Masuren zugehörig.

### Amtsbezirk (1874–1945)
Zum Amtsbezirk Schönwalde gehörten bei seiner Errichtung im Jahre 1874 vier Orte:
| Deutscher Name    | Polnischer Name | Anmerkungen                                                 |
| ----------------- | --------------- | ----------------------------------------------------------- |
| Sargen            | Szarki          |                                                             |
| Schönfeld         | Sówki           |                                                             |
| Schönwalde        | Grabowiec       |                                                             |
| Tiefensee         | Głębock         |                                                             |
| ab 1929: Arnstein | Jarzeń          | bis 1929 dem dann aufgelösten Amtsbezirk Arnstein zugehörig |

## Religion
Bis 1945 war Schönwalde mit seiner überwiegend evangelischen Bevölkerung Schönwaldes in den Sprengel Pellen (polnisch Piele) der Vereinigten Kirchengemeinden Hermsdorf/Pellen in der Kirchenprovinz Ostpreußen der Kirche der Altpreußischen Union eingegliedert. Die römisch-katholischen Einwohner waren nach Heiligenbeil im damaligen Bistum Ermland eingepfarrt.
Heute gehört die fast ausnahmslos katholische Bevölkerung von Grabowiec zur Pfarrei Zagaje (Hasselpusch) im Dekanat Pieniężno (Mehlsack) im jetzigen Erzbistum Ermland.

## Verkehr
Grabowiec liegt westlich der polnischen Woiwodschaftsstraße 510 (ehemalige deutsche Reichsstraße 126) und ist von Głębock (Tiefensee) aus auf einer Straße nach Piele (Pellen) zu erreichen. Eine von Bieńkowo (Bönkenwalde) kommende Straße endet in Grabowiec.
Bis 1945 war Tiefensee die nächste Bahnstation. Sie lag an der Bahnstrecke Königsberg–Allenstein, die heute im polnischen Teil erst ab Pieniężno (Mehlsack) befahren wird, im russischen Teil gänzlich aufgelöst ist.